# Historia del automovilismo

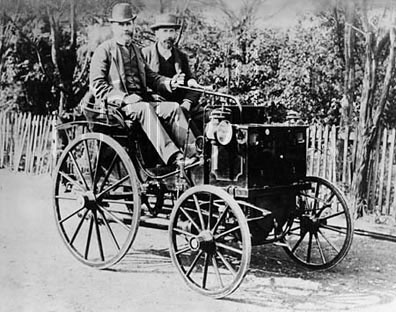
El francés Émile Levassor en un Panhard et Levassor, pionero del automovilismo, fue una de las primeras personas en ganar una carrera de carros.

La historia del automovilismo abarca desde el nacimiento de las primeras carreras automovilísticas a finales del siglo XIX hasta la actualidad. Está fuertemente ligado al nacimiento y desarrollo de la automoción.  
Las primeras carreras se celebraron a finales del siglo XIX y principios del XX. Las competiciones eran aventuras llevadas a cabo por los sectores más ricos de la sociedad que podían permitirse el lujo de adquirir un vehículo y participar en ellas o, como el Rally de Montecarlo en sus inicios, fue más una concentración y exhibición de vehículos por parte de las clases adineradas como entretenimiento y no como una competición pura. Con los años, las carreras en carreteras abiertas supusieron un peligro para participantes y la alternativa fueron por un lado, el uso de circuitos cerrados (como la Fórmula 1) y por otro competir en tramos de carreteras cerradas al tránsito rodado (como en los rallyes). El automovilismo ha sido una demostración del hombre por su pasión a la velocidad.
Las primeras carreras de autos se empezaron al poco tiempo de la creación del primer auto con gasolina y fueron realizadas en Europa y mayoritariamente en Francia, teniendo París como meta.

## Antecedentes

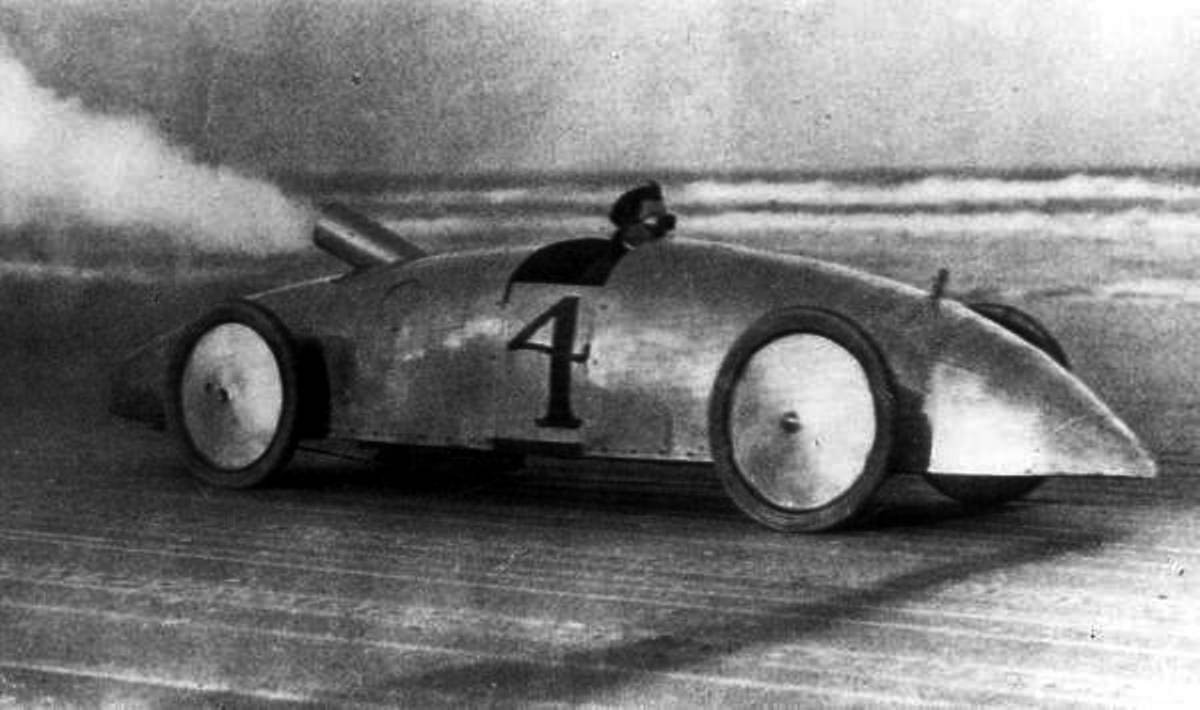
Un automóvil Stanley Steamer, modelo prototipo de récord, en la playa de Daytona en 1903.

Es imposible concebir el automovilismo sin el elemento principal: el automóvil. Los primeros vehículos se desarrollaron entre 1769 y 1860 con diferentes autores y el combustible de estos vehículos variaba entre el vapor, el aceite, el carbón y la electricidad. 
Es comúnmente aceptado que los primeros automóviles con gasolina fueron casi simultáneamente desarrollados por ingenieros alemanes trabajando independientemente: Karl Benz construyó su primer modelo en 1885 en Mannheim. Benz lo patentó el 29 de enero de 1886 y empezó a producirlo en 1888. Poco después, Gottlieb Daimler y Wilhelm Maybach, de Stuttgart, diseñaron su propio automóvil en 1889.
En 1900, la producción masiva de automóviles había ya empezado en Francia y Estados Unidos. Las primeras compañías creadas para fabricar automóviles fueron las francesas Panhard et Levassor (1889), y Peugeot (1891). En 1908, Henry Ford comenzó a producir automóviles en una cadena de montaje, sistema totalmente innovador que le permitió alcanzar cifras de fabricación hasta entonces impensables.

## Primeras carreras

### Siglo XIX

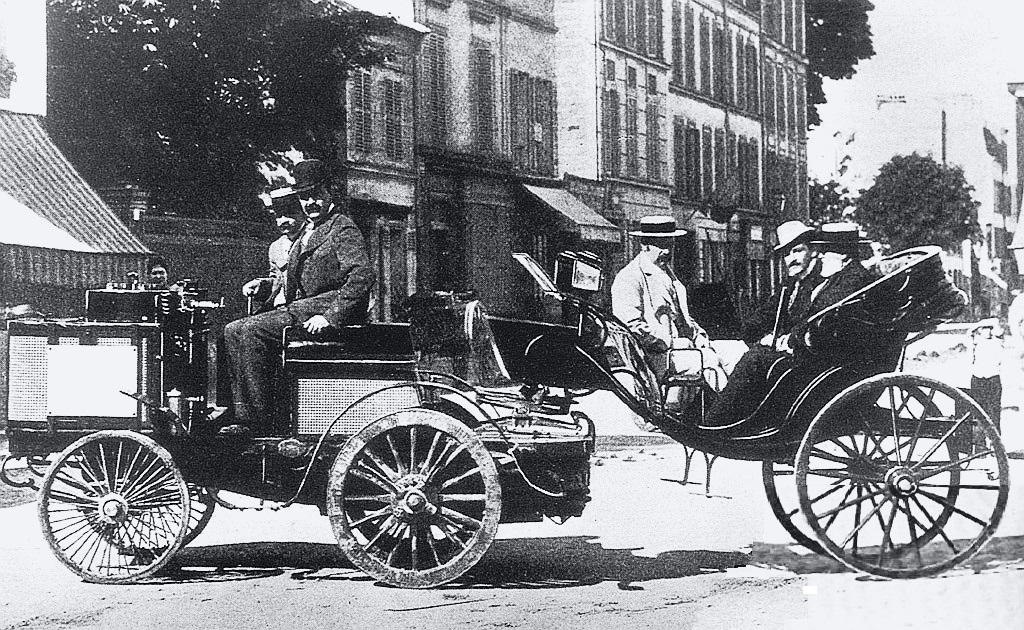
El conde Albert de Dion en la París - Rouen de 1894.

Una de las primeras carreras documentadas fue la Carrera de Carruajes sin Caballos (Concours des Voitures sans Chevaux), organizada por Pierre Giffart, periodista de Le Petit Journal y se corrió en la ruta de París-Rouen el 22 de julio de 1894. Esta competición tuvo 21 participantes y las marcas ganadoras fueron las francesas Peugeot y Panhard et Levassor. En un principio el vencedor había sido el conde Albert de Dion, pero por alguna extraña razón fue descalificado.
El conde De Dion decidió organizar un año más tarde la primera competición automovilística cronometrada de la historia, la carrera París-Bordeaux-París, en junio de 1895. Se organizó para probar la eficacia de los vehículos sin caballos y tuvo un recorrido de mil doscientos kilómetros. El ganador, que empleó 48 horas y 42 minutos a una media de 25 km/h, y por ello, primer piloto en registrar su nombre en la historia del automovilismo, fue Émile Levassor en un automóvil Panhard et Levassor. El mismo año, el 12 de noviembre, el conde Albert de Dion creó el primer club automovilístico de la historia, el Automobile Club de Francia.
En Italia se organizaban carreras desde 1895, año en que se corrió una prueba de confiabilidad de Turín a Asti y regreso. La primera carrera verdadera de automóviles se desarrolló en 1897 a lo largo de la costa del lago Maggiore, desde Arona a Stresa y regreso. Esto llevó a una larga y próspera tradición de carreras en carreteras, incluyendo el Targa Florio en Sicilia (desde 1906) y el Giro di Sicilia (Vuelta de Sicilia, 1912), los cuales se corrían alrededor de la isla, y continuaron durante y después de la Segunda Guerra Mundial. El primer evento en los Alpes fue en 1898, la Carrera de Automóviles de tres días organizado por el Touring Club austríaco a través del Tirol del Sur, que incluía el famoso Paso Stelvio.
En 1899 se organizó en Francia el Tour de Francia Automovilístico llevada a cabo por el periódico Le Matin, en la cual diversos vehículos tomaron parte en una prueba que alternaba pruebas en carretera abierta, puertos de montaña, etc. El primer vencedor fue René de Knyff conduciendo un Panhard et Levassor. La segunda edición se celebró en 1908 y no volvería a organizarse hasta 1951.

## Siglo XX

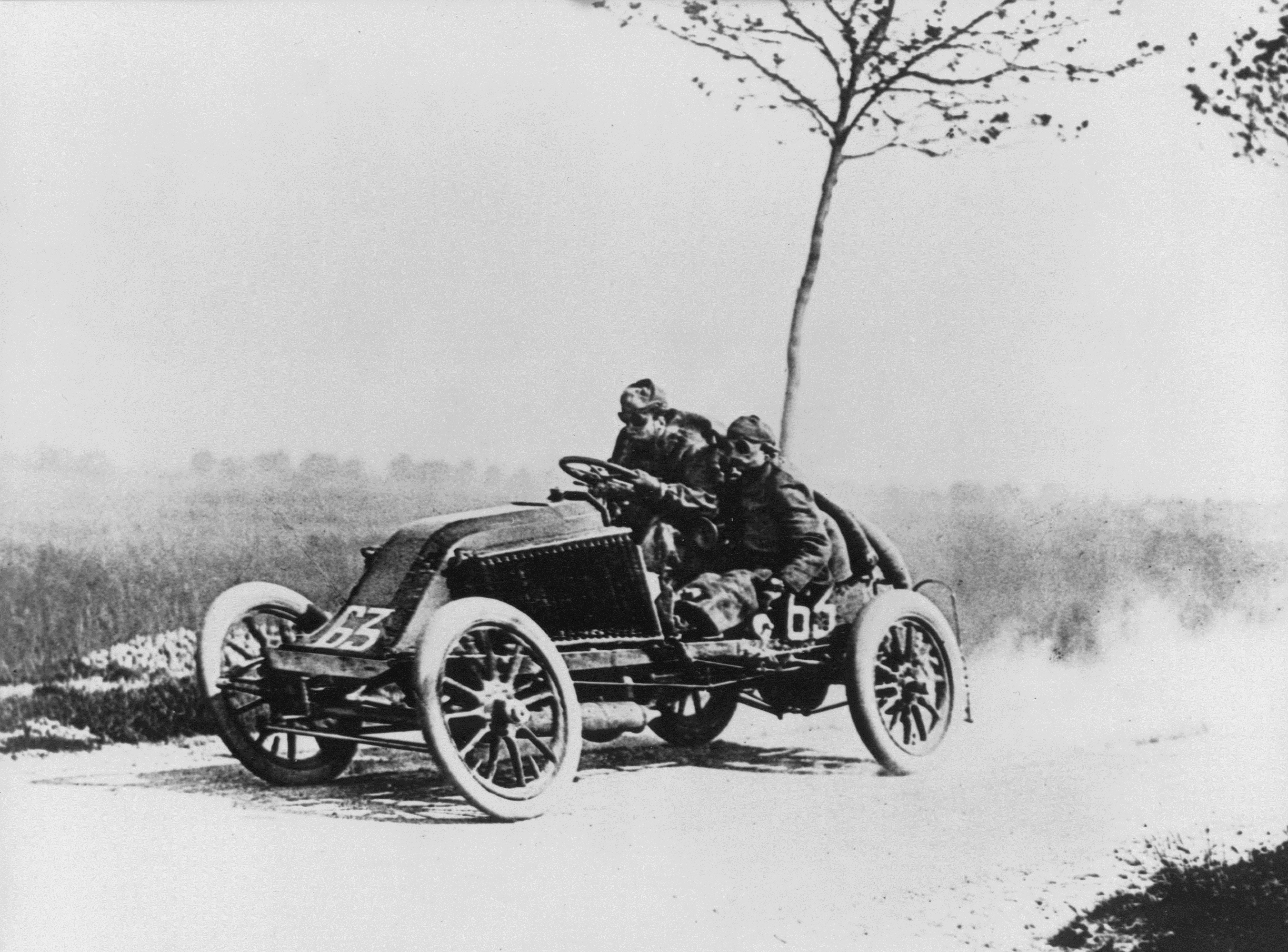
Marcel Renault en la París-Madrid de 1903.

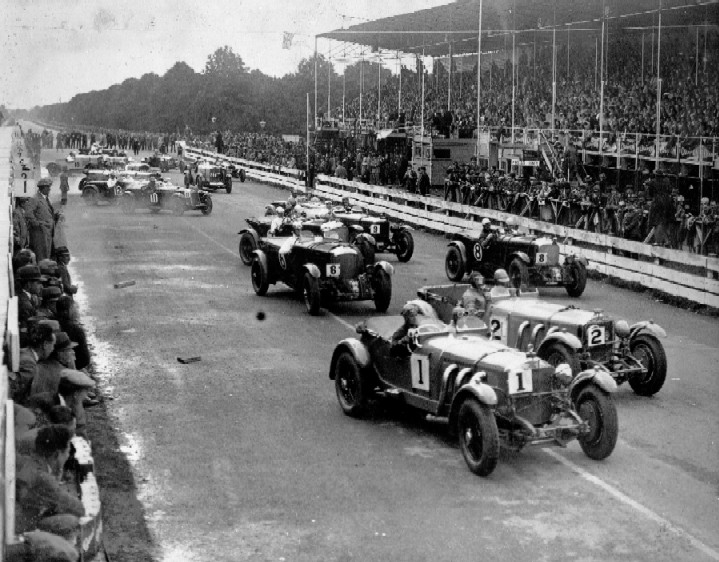
Carrera de automovilismo en el circuito de Brooklands en la década de 1930.

En abril y mayo de 1900, el Club Automovilístico de Gran Bretaña (el precursor del Royal Automobile Club) organizó la prueba Thousand Mile Trial, un evento de 15 días que unía las principales ciudades de Gran Bretaña, con el objetivo de promover esta nueva forma de transporte. Setenta vehículos tomaron parte en la carrera que tuvieron que completar trece rutas que variaban en distancias desde 43 km hasta 123 km, a una velocidad media de hasta el límite legal de 12 mph. En los días de descanso los coches eran mostrados al público en salas de exposición.
El Scottish Automobile Club inició en 1901, una competición de cinco días de duración: el Glasgow–London y en 1908 el Royal Automobile Club el International Touring Car Trial, una carrera de 3.200 km.
En 1903 se celebraría también la carrera París-Madrid pero el gobierno francés la prohibió en mitad del recorrido debido a una serie de accidentes donde fallecieron siete personas, entre ellas Marcel Renault, hermano de Louis Renault fundador de Renault. La carrera fue ganada por el francés Fernand Gabriel. Debido a estas imposiciones los organizadores de carreras en Europa empezaron a buscar alternativas a las carreras que se disputaban en carreteras abiertas, ya que cada día se veían más difíciles de organizar debido a las prohibiciones de las autoridades, por lo que una de las alternativas que se tomaron fue la de competir en circuitos cerrados. El primer circuito cerrado fue el de Brooklands, en Inglaterra, que se inauguró en 1907.
En Alemania, se celebró en 1905 y 1906 el Herkomer Trophy. Este desafío de cinco días atrajo a más de 100 participantes para hacer frente a sus 1.000 km en tramos de carretera, en subidas y una prueba de velocidad, pero lamentablemente se vio empañada por la mala organización y un reglamento confuso. Uno de los participantes de la prueba fue el príncipe Enrique de Austria, que solicitó la ayuda del Imperial Automobile Club of Germany para crear la primera Prinz Heinrich Fahrt (Carrera del Príncipe Enrique) en 1908 y 1910. La primera prueba alpina se celebró en 1909, en Austria. En 1914 este evento fue los más difíciles de la época, con la actuación estelar del británico James Radley en su Rolls-Royce Alpine Eagle.
En 1923, los franceses Leonard y Lagache ganaron la primera edición de las 24 Horas de Le Mans. Las carreras de prototipos fueron rápidamente aceptadas por el público. 

### Fuera de Europa

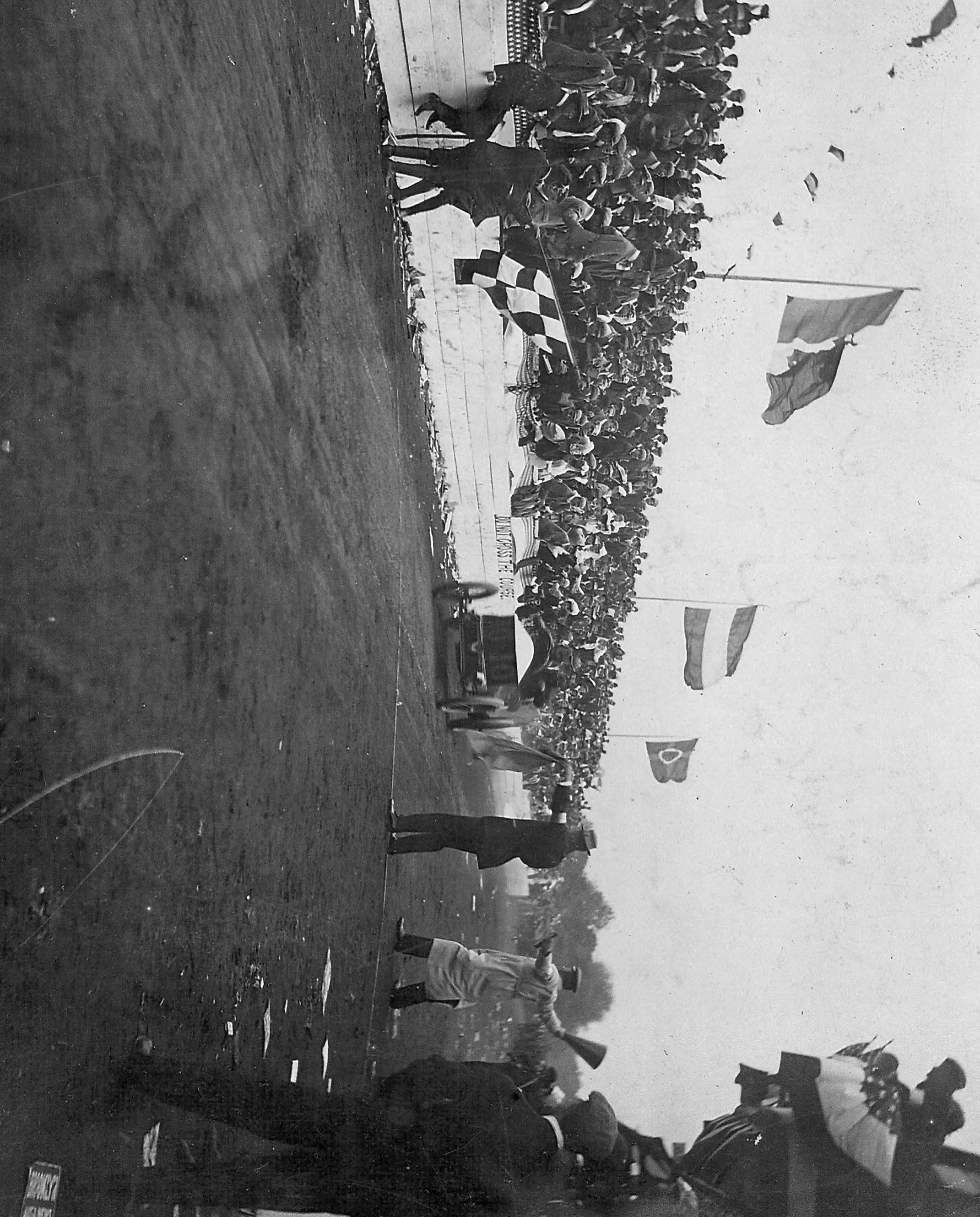
Copa Vanderbilt de 1906.

En 1900 James Gordon Bennett, Jr., propietario de los periódicos New York Herald y International Herald Tribune en París, estableció la Copa Gordon Bennett de Carreras de Autos en Europa, una carrera anual que atrajo competidores internacionales. Cada país podía inscribir hasta tres autos. Siguiendo el ejemplo de Bennett, en los Estados Unidos el acaudalado William Kissam Vanderbilt II lanzó la Copa Vanderbilt en Long Island, Nueva York en 1904.
En 1907 se organizó una de las primeras pruebas de gran distancia, fue la carrera Peking-París. Nació por iniciativa del periódico Le Matin, y a ella se presentaron cinco participantes: 2 De Dion Bouton, 1 Itala (pilotado por el príncipe Scipione Borghese), 1 Spyker holandés y 1 triciclo Contal. La travesía que partió de Peking, no contaba con una ruta establecida y resultó ser durísima y muy larga, donde los participantes tuvieron que soportar altas y bajas temperaturas. Un periodista del Daily Telegraph, llamado Luigi Barzini acompañó al príncipe Borghese durante la travesía a bordo del Itala que llegaron primeros a París con una semana de adelante con respecto al Spyker. Como único premio los vencedores recibieron una botella de champán. De ahí nació la tradición de celebrar las victorias en el automovilismo con una botella de champán.

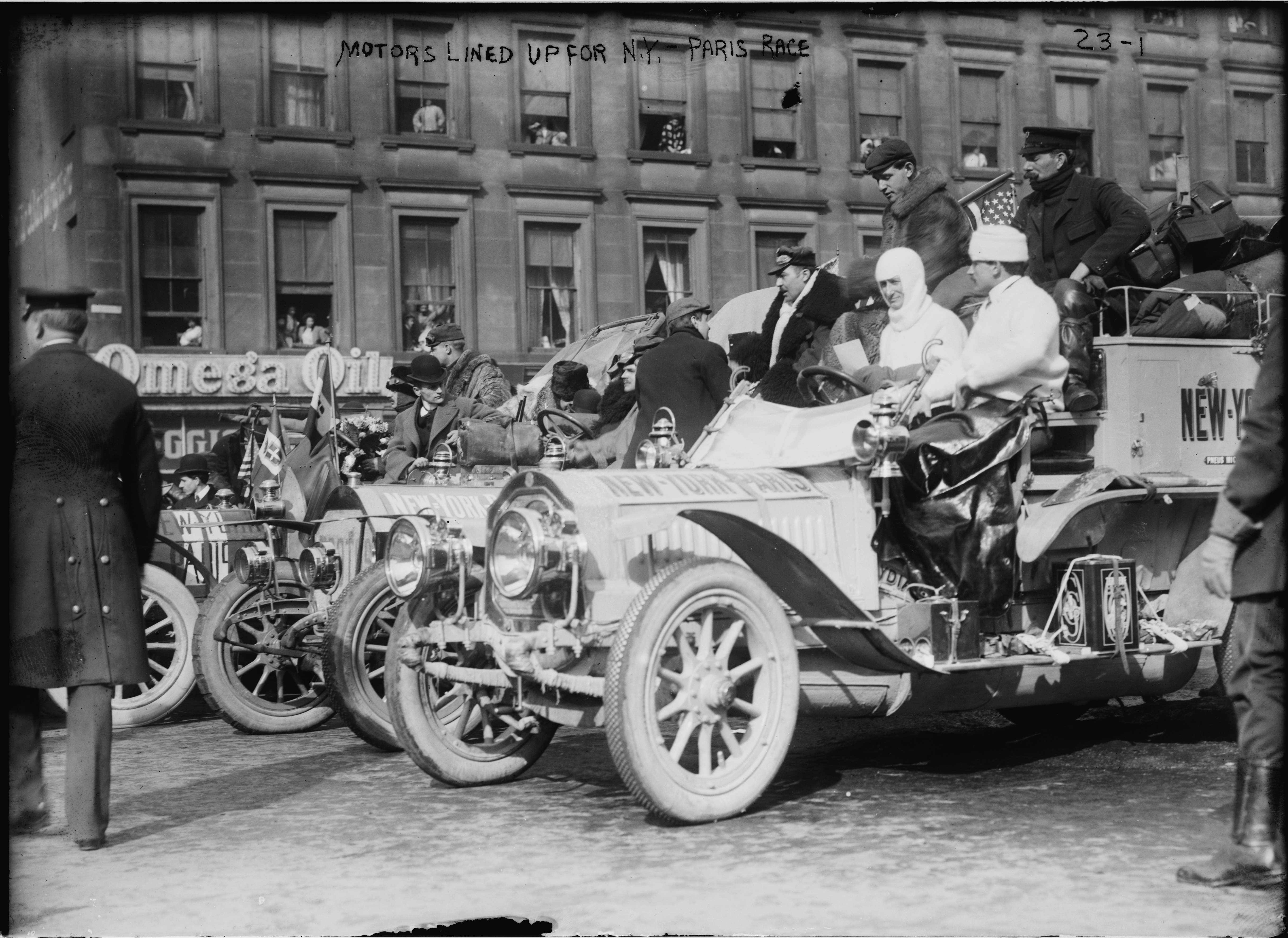
Participantes de la carrera New York-París de 1908 en la salida.

La otra prueba de larga distancia fue la New York-París, de 1908, organizado por el periódico New York Times, en la que se inscribieron 6 coches: 3 franceses, 1 alemán, 1 italiano y 1 estadounidense. El ganador fue el alemán George Schuster a bordo de un Protos representando al equipo estadounidense y que partió de Nueva York el 12 de febrero y llegó a París el 30 de julio, los alemanes habían llegado a París cuatro días antes, pero fueron sancionados lo que les dio la victoria al equipo americano.
La carrera New York-Seattle de 1909, aunque más corta, no fue sencilla. Más suave (y más parecido a los rallies modernos) fue el Glidden Tour, corrieron por el American Automobile Association entre 1902 y 1913, que tenía tramos entre el control de puntos y marcaron el sistema para determinar los ganadores. Ese mismo año se construyó el famoso Indianapolis Motor Speedway, con forma ovalada y una distancia de 4.023 km.
El 30 de mayo de 1911 se celebró la primera edición de las 500 Millas de Indianápolis, considerada como una de las carreras más importantes del mundo. El ganador fue Ray Harroun con un Marmon Wasp de 6 cilindros a un promedio de 120 km/h.
En América del Sur, tuvieron mucho éxito las rutas de gran kilometraje (8.000-9.000) divididas normalmente en dos días. La primera fue Gran Premio del Norte en 1940, desde Buenos Aires hasta Lima y vuelta; fue ganada por Juan Manuel Fangio en un muy modificado Chevrolet cupé. Este evento fue repetido en 1947 y en 1948 se celebró uno aún más ambicioso; el Gran Premio de la América del Sur desde Buenos Aires hasta Caracas, Venezuela — Fangio tuvo un accidente, en el que su copiloto falleció. En 1950 se celebró la rápida y peligrosa Carrera Panamericana, una carrera dividida en etapas para celebrar la construcción de una autopista entre las fronteras de Guatemala y US. Este tipo de carreras fueron víctimas de los costes de celebrarlas en un mundo en pleno desarrollo. Sin embargo, algunas se siguieron celebrando, como actualmente hacen en Bolivia. Canadá albergó uno de los rallys más largos de los 60 el Shell 4000 Rally.
En 1950, África vio su primera carrera, organizada por franceses. La Méditerranée-le Cap recorría 16000 km desde el  Mediterráneo hasta África del Sur. Se celebró hasta 1961, cuando los problemas políticos del continente africano obligaron a suspenderla. En 1953 se celebró en África del Este el Rallye Coronation Safari, renombrado años más tarde como Rally Safari seguido después por el Rally de Marruecos y el Rally Costa de Marfil. El Rally Safari ha sido incluido en numerosas ocasiones en el calendario del Campeonato del Mundo, celebrado en Kenia.

### Los primeros Grandes Premios
Las carreras de Gran Premio (en francés Grand Prix) tienen raíces en las carreras de automóviles organizadas en Francia desde 1894. Rápidamente evolucionaron de simples carreras en caminos de un pueblo a otro, a pruebas de resistencia para los autos y los pilotos. La innovación pronto rebasó los 160km/h pero al ser carreras en caminos abiertos eran frecuentes los accidentes que resultaban en defunciones tanto de pilotos como de espectadores.
La mayoría de las carreras se corrían sobre largos circuitos formados por caminos públicos temporalmente cerrados, no en pistas privadas específicamente construidas. Este fue el origen del circuito de Gran Premio de l'ACF en 1906, la primera (y en ese tiempo la única) carrera en llevar el nombre de Gran Premio era organizada por el Automobile Club of France'' (ACF), y se corría durante dos días en junio en Le Mans. 
En los años 20, la AIACR creó la denominación Grandes Épreuves para aquellos Grandes Premios más importantes del mundo. En esa década y en la siguiente, se organizó dos campeonatos, el Campeonato Mundial de Fabricantes entre 1925 y 1930 y el Campeonato Europeo de Pilotos en 1931, 1932 y entre 1935 y 1939, pero muchas carreras se cancelaban o no respetaban los reglamentos, y varios de estos campeonatos no fueron finalizados.
El Gran Premio de Mónaco de 1933 fue la primera vez en la historia del deporte en que el orden de partida fue decidido por los tiempos de clasificación, en vez de la suerte.
En 1946, inmediatamente después de la Segunda Guerra Mundial, solo hubo cuatro carreras con denominación Gran Premio. Las reglas para el Campeonato Mundial de Grandes Premios ya habían sido establecidas antes de la Segunda Guerra Mundial, pero llevó varios años más de espera su concreción, hasta que en 1947 la antigua AIACR se reorganizó, pasándose a llamar la Federación Internacional del Automóvil (FIA). Con sede central en París, al final de la temporada de 1949 anunció que para 1950 unirían varios Grandes Premios nacionales para crear la Fórmula 1, con un Campeonato Mundial de Pilotos.

### Primeros rallyes

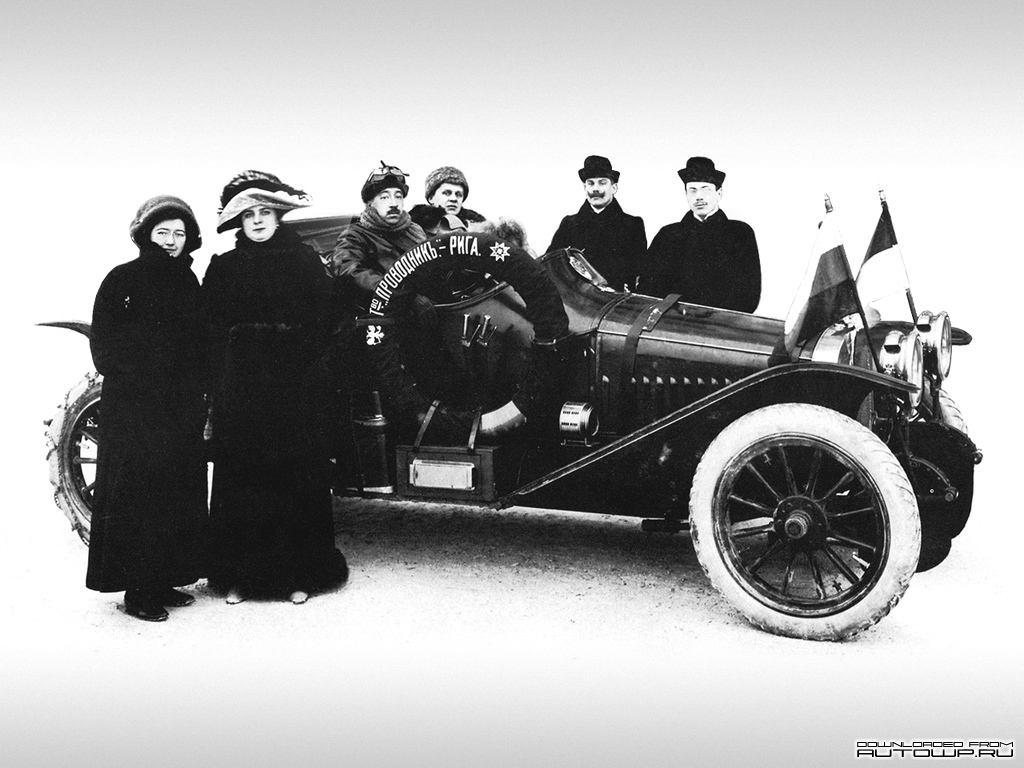
Rally de Monte Carlo de 1912.

En 1911 se organizó la primera carrera con el nombre de rally, fue el Rally de Monte Carlo, llevado a cabo Antony Noghès, hijo del presidente del Club Sport Velocipèdique et Automobile de Monaco, para atraer a los turistas a la ciudad durante el invierno. La prueba tenía como meta la ciudad de Monte Carlo y los competidores partían desde diferentes puntos de Europa donde el vencedor resultaba ser aquel que empleaba menor tiempo pero además puntuaban otros factores como el estado del vehículo, número de ocupantes, etc. En esa primera edición partieron veinte participantes con la mítica placa roja que los identificaba.
Los rallies se hicieron muy populares en Suecia y Finlandia en los años '50. En esos países los fuertes controles policiales concienciados por la seguridad en las carreteras, llevó a los organizadores a buscar una alternativa a las carreras en carretera abierta y se optó por cerrarlas al público y competir en ellas mientras que se respetaban las normas fuera de ellas en los enlaces. De esta manera, se inventaron los tramos, también llamados Special Stage, Specialsträcka en Suecia o Erikoiskoe en Finlandia, que simplemente sumando los tiempos obtenidos en esos tramos, se obtenía la clasificación final. Este formato, que se conserva en la actualidad, cuajó rápidamente en otros países como en Gran Bretaña, que lo adoptó en 1961 pero con una pequeña diferencia: La legislación británica prohibía cerrar las carreteras y se decidió competir en caminos de tierra privados, que se cerraban solo para las carreras y se prohibía entrenarlos antes. De ahí nació el carácter secreto del Rally RAC, que mantuvo ese formato hasta los años 80 cuando entró en el calendario mundialista.
En 1953 se creó el primer campeonato de rallyes supranacional: el Campeonato de Europa de Rally. Fue el evento más importante hasta la creación del Campeonato del Mundo de Rally en 1973 que estaba formado por pruebas del campeonato europeo y algunas pruebas en América y África.

## Primeras competiciones
Aunque se celebraban muchas carreras automovilísticas desde principios de siglo XX, no sería hasta los años 50' cuando se empezaron a organizar campeonatos de carácter internacional que incluían varias pruebas. La primera competición automovilismo en el mundo fue la el Turismo Carretera que se inició en 1937. El Campeonato Europeo de Pilotos se celebraría en 1931, con una duración de seis años y sería predecesora de la Fórmula 1. Tres años más tarde se crearía el Campeonato Europeo de Rally y el Campeonato Mundial de Resistencia.

### Cronología
- 1903: París-Madrid
- 1904: Copa Vanderbilt
- 1906: Targa Florio
- 1907: Peking to Paris
- 1908: 1908 New York to Paris Race
- 1911: Rally de Montecarlo y 500 Millas de Indianápolis.
- 1923: 24 Horas de Le Mans
- 1924: 24 Horas de Spa
- 1963: 1000 km de Monza
- 1949: Copa NASCAR
- 1957-1958: Carrera de los Dos Mundos

### Campeonatos
- 1905: Campeonato Nacional de la AAA

- 1931: Campeonato Europeo de Pilotos
- 1937: Turismo Carretera
- 1950: Campeonato Mundial de Pilotos de Fórmula 1
- 1953: Campeonato Europeo de Rally y Campeonato Mundial de Resistencia
- 1963: Campeonato Europeo de Turismos
- 1957: Campeonato Europeo de Montaña
- 1973: Campeonato del Mundo de Rally
- 1974: Fórmula Atlantic
- 1975: Campeonato de Fórmula 3 Europea de la FIA
- 1979: CART World Series y Rally Dakar
- 1985: Fórmula 3000 y Copa Europea de Fórmula 3
- 1986: Indy Lights
- 1987: Campeonato Mundial de Turismos
- 1996: Indy Racing League
- 1998: World Series by Renault
- 1999: Auto GP
- 1997: Campeonato Mundial de FIA GT
- 2001: Le Mans Series
- 2004: Championship Auto Racing Teams
- 2005: GP2 Series
- 2006: Intercontinental Rally Challenge
- 2010: GP3 Series
- 2012: Campeonato Mundial de Resistencia de la FIA, Campeonato Europeo de Fórmula 3 de la FIA
- 2014: Fórmula E, Fórmula 4, Campeonato Mundial de Rallycross de la FIA, WeatherTech SportsCar Championship y TCR
- 2017: Campeonato de Fórmula 2 de la FIA
- 2018: Fórmula Regional
- 2019: Campeonato de Fórmula 3 de la FIA
- 2021: Extreme E

## Muerte en el automovilismo
La muerte siempre ha estado presente en el automovilismo desde sus inicios hasta hoy. Competir a altas velocidades supone un riesgo tanto para pilotos como para aficionados y organizadores. Las medidas de seguridad que han ido surgiendo con los años han reducido considerablemente el número de accidentes, un hecho destacable es que desde 1994, con la muerte de Ayrton Senna no se vuelto a producir una muerte en la Fórmula 1.
Hasta ahora, el piloto francés Jules Bianchi falleció el 18 de julio de 2015 tras impactar con la grúa que retiraba el coche de Adrian Sutil a 200 km/h en el Gran Premio de Japón del 2014.
En palabras de Sebastien Loeb, campeón del mundo de rally, tras la muerte de Michael Park en 2005:

You will never avoid deaths in motorsport but we must still do more.
Nunca se evitarán las muertes en los deportes de motor, pero todavía debemos hacer más.
Sebastien Loeb, 2005.

Especialmente dura, es el Rally Dakar, que desde su primera edición han fallecido veintiún participantes, a los que hay que añadir las muertes de civiles, espectadores, mecánicos o periodistas, llegando a superar la media centena de muertos.

## Pilotos
Un piloto de automovilismo es aquel que compite dentro del automóvil durante una carrera, es por lo tanto junto al vehículo la pieza clave del automovilismo. Por lo general los pilotos compiten solos, exceptuando en rallyes o raids donde van acompañados de un copiloto.

### Pilotos destacados
Algunos de los pilotos más destacados de la historia del automovilismo son:
- Sébastien Loeb, 9 veces campeón del mundo de rally consecutivamente (2004-2012). Es el piloto más laureado de la historia del automovilismo.[10]
- Michael Schumacher, 7 veces campeón del mundo de Fórmula 1, (1994-1995, 2000-2004).
- Dale Earnhardt, 7 veces campeón de la NASCAR Cup Series, (1980, 1986, 1987, 1990, 1991, 1993 y 1994).
- Juan Manuel Fangio, 5 veces campeón de la Fórmula 1, (1951, 1954-1957).
- Jimmie Johnson, 6 veces campeón de la NASCAR Cup Series, (2006-2010, 2013) y ganador de las 500 Millas de Daytona, 400 Millas de Brickyard, entre otras.
- Alain Prost, 4 veces campeón del mundo de Fórmula 1, (1985, 1986, 1989 y 1993).
- Ayrton Senna, 3 veces campeón del mundo de Fórmula 1, (1988, 1990, 1991).
- Juha Kankkunen, 4 veces campeón del mundo de rally.
- Tommi Mäkinen, 4 veces campeón del mundo de rally.
- Eliseo Salazar, único piloto en la historia que ha participado en: las 500 Millas de Indianápolis, el Gran Premio de Mónaco de Fórmula 1, las 24 Horas de Le Mans, el Rally Dakar y en enero de 2012 participará en el Rally de Argentina, prueba del Campeonato Mundial de Rally estableciendo un nuevo récord Guiness.[11]

## FIA
La FIA, fundada en 1904, es la federación que regula las organización que regula las principales competiciones automovilísticas del mundo, pero su ámbito de aplicación incluye todos los aspectos del automóvil: las carreteras, la movilidad, el medio ambiente o la seguridad vial.
En 1922, la FIA delegó la organización de carreras de automóviles a la Commission Sportive Internationale (CSI), un comité autónomo que más tarde se convirtió en la Fédération Internationale du Sport Automobile (FISA). En 1946 la FIA comienza a funcionar oficialmente y en 1950, organizó el primer campeonato mundial automovilístico, actualmente conocido como la Fórmula 1. En 1973, la FIA extendió su alcance para incluir carreras de rally; el Rally de Monte Carlo fue el primer evento de ese tipo organizado por la FIA incluido dentro del Campeonato Mundial de Rally.
Una reestructuración de la FIA en 1993 dio lugar a la desaparición de la FISA, poniendo las carreras de coches bajo la administración directa de la FIA.

## Principales competiciones vigente
- Fórmula 1
- Fórmula 2
- Fórmula 3
- Fórmula 4
- Campeonato de Super Fórmula Japonesa
- Fórmula E
- Campeonato Mundial de Rally
- Copa Mundial de Turismos
- Turismo carretera
- Rally Dakar
- IndyCar Series
- Campeonato Mundial de Resistencia de la FIA
- WeatherTech SportsCar Championship